# Arquipélago das Luisíadas

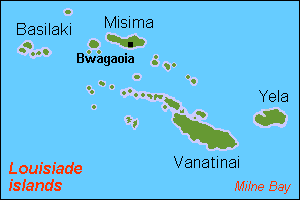
Mapa do Arquipélago das Luisíadas

O Arquipélago das Luisíadas (em inglês:  Luisiade Archipelago) é uma corrente de dez ilhas vulcânicas e recifes de coral localizada a sudeste da Nova Guiné, entre o Mar das Salomão a norte e o Mar de Coral a sul. As ilhas Sideia e Basilaki são as mais próximas da Nova Guiné, enquanto Misima, Vanatinai (chamada também Sudeste ou Tagula), e Rossel situam-se a este. Parte da Papua-Nova Guiné, na província de Milne Bay, o arquipélago tem uma área de cerca de 1600 km², sendo Vanatinai (Sudeste/Tagula) a maior ilha com 800 km².
Em 1942 ocorreu no mar, perto das Luisíadas a Batalha do Mar de Coral.
As ilhas foram avistadas por Luís Vaz de Torres em 1606. Louis Antoine de Bougainville deu-lhes o nome em 1768 como homenagem a Luís XV, rei de França, não tendo, portanto, relação com o épico de Luis Vaz de Camões, Os Lusíadas.